# Dương Văn Minh

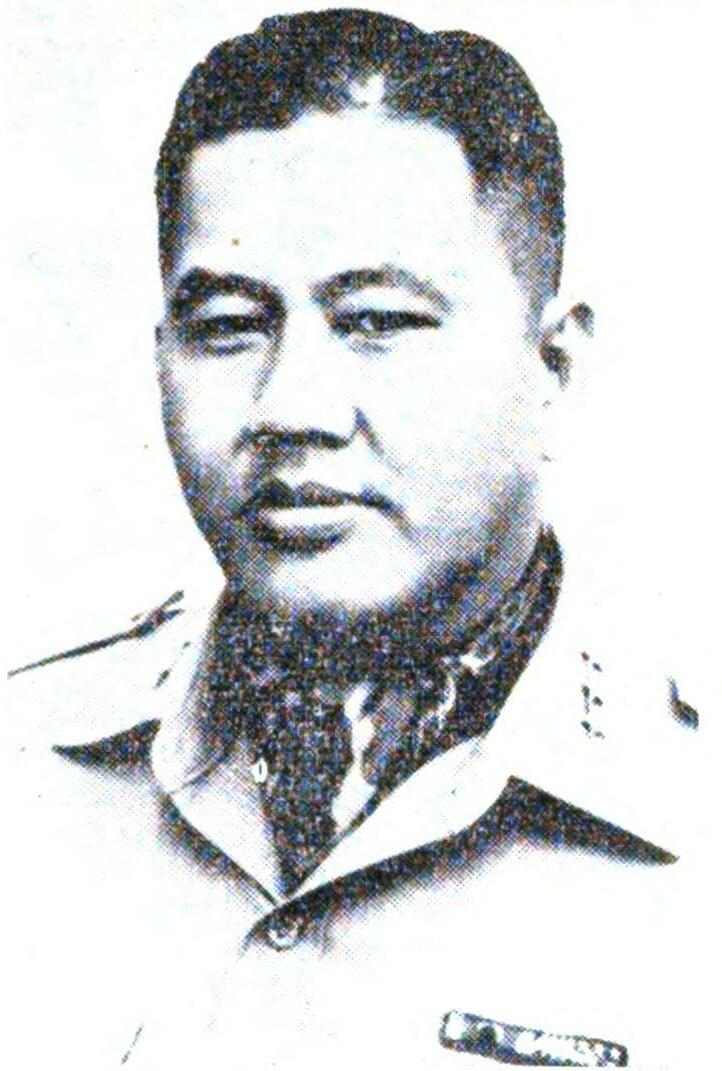
Dương Văn Minh (1964)

Dương Văn Minhⓘ (Hán Nôm: 楊文明) (* 16. Februar 1916 in Mỹ Tho, Provinz Tiền Giang; † 6. August 2001 in Pasadena, Kalifornien, USA) war ein südvietnamesischer Politiker und General.

## Leben
Dương Văn Minh stammte aus einer Familie aus dem Süden. Seine Schulausbildung absolvierte er am Lycée Chasseloup-Laubat in Saigon. 1940 meldete sich Dương Văn Minh zur französischen Armee. 1952 erreichte er den Rang eines Majors. 1953 schloss er die École de guerre in Paris ab. Nach dem Ende des Indochinakriegs und der Teilung Vietnams schloss er sich den südvietnamesischen Streitkräften an. 1955 spielte er als Kommandeur von Saigon-Cholon im Rang eines Obersten eine führende Rolle bei der Niederschlagung der Bình Xuyên.
Er war unter Ngô Đình Diệm Armeechef und dessen Militärberater. 1963 führte er mit amerikanischer Billigung den Militärputsch gegen Ngô Đình Diệm an und regierte ab 8. November 1963 als Chef der Militärjunta. Doch schon am 30. Januar 1964 wurde er von General Nguyễn Khánh gestürzt. Bis 1968 in Bangkok im Exil, wurde er zunehmend als Vertreter einer dritten Kraft betrachtet.
Nach der Flucht von Präsident Nguyễn Văn Thiệu und dem Scheitern von Präsident Trần Văn Hương wurde Dương Văn Minh am 28. April 1975 erneut Präsident Südvietnams, doch blieb es ihm nur, am 30. April die Kapitulation gegenüber dem Viet Cong und die Auflösung der südvietnamesischen Regierung zu verkünden.
Er blieb nur wenige Tage in Haft und durfte 1983 nach Paris auswandern, zog aber später nach Kalifornien zu seiner Tochter. Im Exil schwieg Minh, sprach nicht über die Ereignisse in Vietnam und verfasste keine Memoiren.
Am 5. August 2001 stürzte Minh in seinem Haus in Pasadena, Kalifornien. Er wurde in das Huntington Memorial Hospital in Pasadena gebracht, wo er in der folgenden Nacht im Alter von 85 Jahren starb. Er wurde im Rose Hills Memorial Park in Whittier, Kalifornien, beigesetzt. Minhs Tod wurde von den Vietnamesen im Ausland weitgehend nicht betrauert, sie waren immer noch wütend auf ihn, weil er den südvietnamesischen Soldaten befohlen hatte, ihre Waffen niederzulegen, und sie sahen in ihm die Person, die für den Fall Südvietnams verantwortlich war.